# Cratere Bouguer (Marte)
Bouguer è un cratere sulla superficie di Marte.
Il cratere è dedicato al geofisico francese Pierre Bouguer.